# الحياة الفكرية والسياسية لأئمة الشيعة
الحياة الفكرية والسياسية لأئمة الشيعة (الفارسية: حیات فکری و سیاسی امامان شیعه) هو اسم كتاب للرسول جعفريان تم تأليفه بهدف التحقيق في الجوانب السياسية والفكرية لحياة الأئمة الشيعة الاثني عشر. نُشر محتوى هذا الكتاب أولًا كسلسلة من المقالات في مجلة نور العلم ثم أصبح كتابًا مستقلًّا. وقد تُرجم الكتاب أيضًا إلى اللغة العربية والأردية.  في عام 2011، تم نشر الكتاب مرة أخرى مع العديد من التصحيحات. تم اختيار مقتطف وملخص هذا الكتاب في 400 صفحة من نائب الباحث في جامعة المعارف الإسلامية ككتاب مدرسي في جامعات إيران لدورة تاريخ الإمامة.

## المقدمة
يقول المؤلف رسول جعفريان في جزء من مقدمة الكتاب: 
"إن الإمامية هو شعيرة مبنية على تعاليم القرآن الكريم، والنبي محمد في الإسلام، وآداب وأساليب أهل البيت عليهم السلام. وهو دين يهتم، وفقًا للقرآن الكريم، بجميع جوانب الحياة البشرية، وبينما يؤكد على أن التشيع هو الإسلام الأسمى، فقد وضع الأساس للإسلام كله."

## البناء
في مقدمة من أربعين صفحة، يتناول المؤلف أولًا تاريخ الشيعة وكتبهم عن أئمة الشيعة، ثم يناقش بالتفصيل الجوانب السياسية والفكرية لحياة كل منهم. وبهذا الأسلوب قدم أولًا معلومات عن مولدهم وشخصيتهم، مشيرًا إلى أبرز سمات كل واحد منهم، ثم درس الوضع السياسي والاجتماعي في زمن ذلك الإمام.
جدول محتويات هذا الكتاب هو باختصار:
- مقدمة والنبي محمد
- الإمام علي
- الإمام الحسن
- الإمام الحسين
- الإمام السجاد
- الإمام الباقر
- الإمام الصادق
- الإمام الكاظم
- الإمام الرضا
- الإمام جواد
- الإمام الهادي
- الإمام العسكري
- الإمام المهدي

## الجدارة
لقد كان كتاب الحياة الفكرية والسياسية لأئمة الشيعة موضوعًا للعديد من المقالات والرسائل والمراجعات.

## طالع أيضًا
- أطلس الشيعة
- المكتبة المتخصصة في الإسلام وإيران
- ببليوغرافيا رسول جعفريان [الإنجليزية]
- تاريخ إيران الإسلامية [الإنجليزية]
- التاريخ السياسي للإسلام [الإنجليزية]
- تأملات حول حركة عاشوراء [الإنجليزية]
- اختيار معرفة الرجال (كتاب)

## روابط خارجية
- تاريخ ميل أهل البصرة إلى الدولة العثمانية
- الحياة الفكرية والسياسية لأئمة الشيعة في العدينة
- رسول جعفريان - الباحث العلمي من جوجل
- مقالات رسول جعفريان باللغة الإنجليزية حول SID
- رسول جعفريان مقالات باللغة الإنجليزية عن ماجيران